# Ivanje selo
Ivanje selo – wieś w Słowenii, w gminie Cerknica. W 2018 roku liczyła 210 mieszkańców.